# Alois Löser
Alois Löser, zvaný bratr Alois, (* 11. června 1954 Bavorsko), je převorem komunity Taizé. Vyrostl ve Stuttgartu. Jeho rodiče pocházeli z oblasti Sudet v bývalém Československu, odkud byli po druhé světové válce odsunuti. 

V roce 1974 vstoupil do komunity Taizé. V Taizé od té doby trvale žije.

## Biografie
Vystudoval teologii v Lyonu, není ovšem knězem. Podnikal četné cesty do oblastí východní a střední Evropy, které byly pod sovětským vlivem, aby zde podporoval místní křesťany. V lednu roku 1998 bratr Roger podle Pravidel Taizé (publikovaných v roce 1953) oznámil na koncilu bratří, že bratr Alois se stane jeho nástupcem. V lednu 2005 pak Roger oznámil, že v průběhu tohoto roku Alois převezme úřad představeného. Tento úřad přijal plně bratr Alois 16. srpna 2005, kdy byl Roger zavražděn v chrámu Smíření v Taizé. Alois tehdy pobýval na světovém dni mládeže v německém Kolíně nad Rýnem. Okamžitě se vrátil do Taizé a převzal odpovědnost za komunitu.

## Zájmy
Alois se zajímá o liturgii a hudbu, některé z posledních písní, které se používají při modlitbách v Taizé, zkomponoval právě on. Značnou část svého času také vždy věnoval naslouchání mladým lidem. Podílel se také na organizaci setkání Taizé, která probíhají na konci kalendářního roku v některém z velkých evropských měst (v roce 1990/1991 a 2014/2015 to byla např. Praha).